# 투 로드 투게더
투 로드 투게더(Two Rode Together)는 미국에서 제작된 존 포드 감독의 1961년 서부 영화이다. 제임스 스튜어트 등이 주연으로 출연하였고 존 포드 등이 제작에 참여하였다.

## 출연

### 주연
- 제임스 스튜어트
- 리차드 위드마크

### 조연
- 셜리 존스
- 린다 크리스탈
- 앤디 데빈
- 존 맥킨타이어